# Кесари
Кесари (санскр. केसरी, IAST: Kēsarī) — мифический вождь ванаров, храбрый и любознательный по натуре. Известен как отец Ханумана и муж Анджаны.

## Легенда
Рамаяна называет Кесари сыном бога Брихаспати. До рождения Ханумана Кесари бродил по разным святым местам, и всякий раз, когда он находил живописный сад, он сидел в нём в долгой медитации. О рождении Ханумана есть разные версии. Согласно одной из них, Кесари и его жена Анджана молились Господу Шиве, чтобы он родился их сыном. Шива, довольный их преданностью и молитвами, удовлетворил их просьбу и велел им совершить ритуал поклонения Ваю. Ваю перенёс божественную силу Шивы в Анджану, и таким образом Хануман родился как воплощение Шивы. Кесари был могущественным ванаром. Однажды, живя в Гокарне (святое место Шивы), Кесари встретил страшного монстра, Шамбасадану, который постоянно преследовал святых, живших там. Кесари столкнулся с этим чудовищем и сильно ударил его кулаком. Между ними прошёл поединок, и Кесари, наконец, победил его. Кесари позже стал главой отряда ванаров Сугривы. Именно в этом отряде он сражался в войне с Раваной.

## В массовой культуре
| Год  | Название                      | Исполнитель роли | Телеканал                     | Страна |
| ---- | ----------------------------- | ---------------- | ----------------------------- | ------ |
| 1997 | Jai Hanuman                   | Дипак Джети      | DD Metro                      | Индия  |
| 2015 | Sankatmochan Mahabali Hanuman | Гаган Канг       | Sony Entertainment Television | Индия  |